# Rhoshandiatelly-neshiaunneveshenk Koyaanfsquatsiuty Williams
Rhoshandiatelly-neshiaunneveshenk Koyaanfsquatsiuty Williams (Beaumont (Texas), 12 september 1984) is de vrouw met de langste voornaam ter wereld. Haar volledige voornaam bestaat uit 51 karakters. De naam staat vermeld in het Guinness Book of Records.